# Eupithecia licita
Eupithecia licita es una especie de polilla de la familia Geometridae. La especie fue descrita por primera vez por Louis Beethoven Prout en 1917 con distribución en el noreste de Sudáfrica. El holotipo de la especie fue descrita en los alrededores de Clanwilliam en la provincia del Cabo Oriental.

## Descripción
Es una polilla pequeña con una envergadura de 19 a 22 milímetros (0,7 a 0,9 plg) y variable en tono (gris, hacia marrón o teñido de color arena). Tiene gran similitud con la E. inconclusaria, pero con alas más anchas y algo más brillante. Las antenas  cunetan con ciliación muy rudimentaria.
Las marcas sobre las alas son también bastante variables, nunca muy fuertesEl punto celular es negro colocado cerca del borde proximal del ala anterior, a menudo colocado en un anillo blanquecino. El ala posterior es tan blanca como en E. subconclusaria con un punto celular faltante arriba, pero presente en la parte inferior del ala.